# Délnyugati körzet

A Délnyugati körzet elhelyezkedése

A Délnyugati körzet (macedónul Југозападен регион) közigazgatási egység Észak-Macedónia nyugati részén. Központja és legnagyobb városa Ohrid.

## Községek
- Vevcsani
- Debar
- Debarca
- Kicsevo
- Makedonszki Brod
- Ohrid
- Plasznica
- Centar Zsupa
- Sztruga

A 2013-as közigazgatási reform következtében négy község (Vranestica, Drugovo, Zajasz és Oszlomej) Kicsevo község része lett.

## Népesség
A Délnyugati körzet népessége 1994-ben 211 046 fő, 2002-ben 221 546 fő, ami emelkedést mutat.
A 2002-es összeírás szerint a 221 546 fős összlakosságból 107 387 macedón (48,5%), 81 863 albán (36,9%), 21 431 török (9,7%), 2 826 cigány, 8 039 egyéb.